# Mezőgazdasági őstermelő
Mezőgazdasági őstermelőnek minősül az a 16. életévét betöltött, nem egyéni vállalkozó magánszemély, aki a saját gazdaságában a meghatározott termékek előállítására irányuló tevékenységet folytat, és ennek igazolására őstermelői igazolvánnyal rendelkezik, ideértve az Európai Unió Közös Agrárpolitikája magyarországi végrehajtásában, illetve a nemzeti agrártámogatási rendszerben érintett ügyfelekkel összefüggő ügyfélregiszter létrehozásáról és az ezzel kapcsolatos nyilvántartásba vételről szóló kormányrendelet szerint nyilvántartott mezőgazdasági termelő magánszemélyt, valamint a termőföldről szóló törvény szerint családi gazdálkodónak minősülő magánszemélyt és e magánszemélynek a családi gazdaságban nem foglalkoztatottként közreműködő családtagját is.
a) Saját gazdaság alatt a termelést ténylegesen végző magánszemély rendelkezési jogosultságát kell érteni az eszközei (ideértve a bérelt eszközöket is), a termelés szervezése és - a vetőmag-bértermelés, a bérnevelés, a bérhizlalás és a kihelyezett állat tartása esetének kivételével - a termelés eredményének felhasználása felett.
b) Őstermelői igazolvány az őstermelői tevékenységből származó bevételek nyilvántartására alkalmas, hitelesített, kormányrendelet által előírt eljárási rendben kiadott, illetve érvényesített igazolvány, amely tartalmazza
- a mezőgazdasági őstermelő azonosító adatait;
- az adókötelezettség teljesítéséhez szükséges egyéb, a kormányrendeletben meghatározott adatokat.

A mezőgazdasági őstermelői tevékenység kezdetének az őstermelői igazolványban feltüntetett időpontot kell tekinteni.
c) Vetőmag-bértermelés, bérnevelés, bérhizlalás, kihelyezett állattartás esetén őstermelői tevékenységből származó bevétel a termék vagy állat teljes átvételi (bruttó) ára azzal, hogy a jövedelem megállapításakor a termék vagy állat kihelyezési értéke költségként érvényesíthető.
Családi gazdaság a legfeljebb 300 hektár nagyságú termőföld (ideértve a mező-, erdőgazdasági művelés alatt álló belterületi földet is) tulajdonával, illetőleg haszonbérletével, használatával rendelkező gazdálkodó család valamennyi termőföldje, az ahhoz tartozó leltárban megjelölt ingatlan és ingó vagyontárgyak (épület, építmény, mezőgazdasági berendezés, felszerelés, gép, állatállomány, készlet stb.) hasznosításával, legalább egy családtag teljes foglalkoztatásán és a többi családtag közreműködésén alapuló gazdálkodási forma.
Családi gazdálkodó  a Mezőgazdasági Szakigazgatási Hivatalnak a családi gazdaság központja szerinti illetékes területi szervénél  nyilvántartásba bejegyzett azon személy, aki
1. a családi gazdaság vezetőjeként annak tevékenységi körében jogokat szerezhet és kötelezettségeket vállalhat,
2. élethivatásszerűen mezőgazdasági, illetve mezőgazdasági és kiegészítő tevékenységet folytat,
3. mezőgazdasági vagy erdészeti szakirányú képzettséggel rendelkezik vagy ennek hiányában igazolja, hogy legalább 3 éve folytatja a mezőgazdasági, illetve mezőgazdasági és kiegészítő tevékenységét és ebből árbevétele származott,
4. legalább 3 év óta a bejelentett állandó lakhelye a családi gazdaság központjaként megjelölt településen van.

A gazdálkodó család tagjai: a családi gazdálkodó, annak házastársa, élettársa, kiskorú gyermeke, unokája, valamint a gazdálkodó család tagjaként bejelentkezett nagykorú gyermeke, szülője; gyermeken az örökbe fogadott, a mostoha és a nevelt gyermeket is érteni kell.
Az a mezőgazdasági őstermelő, akinek az e tevékenységéből az adóévben megszerzett bevétele a 8 millió forintot nem haladja meg, mezőgazdasági kistermelőnek minősül.

## Adózási szabályok
A mezőgazdasági őstermelő jövedelmét az önálló tevékenységből származó jövedelem meghatározására vonatkozó szabályok alapján állapítja meg. Költségei elszámolására tételes elszámolást vagy a 10 százalékos költséghányad alkalmazását választhatja. A mezőgazdasági kistermelő átalányadózást választhat.
Ha a mezőgazdasági őstermelő e tevékenységből származó bevétele az évi 600 ezer forintot nem haladja meg, ezen bevételéből jövedelmet nem kell figyelembe vennie, bevétele adómentesnek minősül.
A tételes költségelszámolást alkalmazó mezőgazdasági kistermelő (őstermelői tevékenységéből származó bevétele az adóévben nem haladja meg a 8 millió forintot) igazolt költségein felül bevételének 40 százalékát kistermelői költségátalány címén igazolás nélkül elszámolhatja.
Az őstermelésből származó jövedelem az összevont adóalap részét képezi, az adó mértéke az adótábla szerinti mérték.
Az átalányadózást választó mezőgazdasági kistermelő e tevékenységből származó bevételének 15 százaléka minősül adóalapnak, ha a bevétel állattenyésztésből vagy állati termék előállításából származik, az adóalap a bevétel 6 százaléka. Az adó mértéke megegyezik az adótábla szerinti mértékekkel (18, illetve 36 százalék).
A tételes költségelszámolást alkalmazó mezőgazdasági kistermelő - 600 ezer forintot meghaladó, de 4 millió forintnál nem több éves bevétel esetén -, ha az adóévben nem volt más olyan jövedelme, amelyet be kellene vallani, adóbevallás benyújtása helyett, egyszerűsített bevallási nyilatkozat aláírásával, az adóévben elért bevételének feltüntetése mellett nyilatkozhat arról, hogy az adóévben nem volt a mezőgazdasági kistermelésből jövedelme. A nyilatkozattétel feltétele az, hogy az őstermelő rendelkezik legalább a bevétel 20 százalékát kitevő összegben a tevékenységével összefüggésben felmerült, az Szja tv. 3. számú mellékletben költségként elismert kiadás igazolására a nevére kiállított számlával (számlákkal), és ezt a tényt nyilatkozatában is megerősíti.

### Adókedvezmények
Az összevont adóalap adóját csökkenti a tételes költségelszámolást, vagy a 10 százalék költséghányadot alkalmazó mezőgazdasági őstermelő e tevékenységből származó éves jövedelme adójának, valamint, ha tételes költségelszámolást alkalmaz, a könyvelői díjkedvezménynek az együttes összege, de legfeljebb 100 ezer forint (őstermelői adókedvezmény).
Könyvelői díjkedvezmény címén a könyvelőnek fizetett, számlával igazolt díj vehető figyelembe, de csak olyan arányban, amilyen arányt a mezőgazdasági őstermelői tevékenységből származó jövedelem az összevont adóalapon belül képvisel. Az őstermelői tevékenységből származó jövedelem adóját úgy kell kiszámítani, hogy meg kell határozni az összevont adóalap adóját e jövedelemmel együtt és nélküle is, és meg kell állapítani a két adóösszeg különbözetét.
Ha az őstermelő éves összes jövedelme a 6 000 000 forintot meghaladja, az érvényesíthető kedvezmény az előbbiek szerint kiszámított összegnek a 6 000 000 forint feletti összes jövedelem 20 százalékát meghaladó része.
Az őstermelői adókedvezmény nem érvényesíthető, ha az őstermelő adóbevallásában bevallott, vagy az adóhatósági adómegállapítás során elszámolt éves összes jövedelme a 6 500 000 forintot eléri vagy meghaladja.

## Járulékfizetés
A társadalombiztosítás ellátásaira és a magánnyugdíjra jogosultakról, valamint e szolgáltatások fedezetéről szóló 1997. évi LXXX. törvény (röviden: Tbj.) 2007. január 1-jétől hatályos szabályai szerint a mezőgazdasági őstermelő is biztosított.
Társadalombiztosítási szempontból az a személy minősül mezőgazdasági őstermelőnek:
- aki nem egyéni vállalkozó és a 16. életévét betöltötte, és a saját gazdaságában mezőgazdasági termékek előállítására irányuló tevékenységet folytat, melynek igazolására őstermelői igazolvánnyal rendelkezik,
- akit az Európai Unió Közös Agrárpolitikája magyarországi végrehajtásában, illetve a nemzeti agrártámogatási rendszerben érintett ügyfelekkel összefüggő ügyfélregiszter létrehozásáról és az ezzel kapcsolatos nyilvántartásba vételről szóló kormányrendelet szerint nyilvántartásba vettek (regisztrált mezőgazdasági termelő),
- aki a termőföldről szóló törvény szerint családi gazdálkodónak minősül és a családi gazdálkodónak a családi gazdaságban nem foglalkoztatottként közreműködő családtagja a mezőgazdasági termékek előállítására irányuló tevékenységük tekintetében.

Az új szabályok azonban nem minden mezőgazdasági őstermelőkre vonatkoznak, a törvény kivételeket állapít meg. Így nem biztosított:
- az a kiskorú, aki közös őstermelői igazolvány alapján folytat őstermelői tevékenységet, és a gazdálkodó család kiskorú tagja,
- aki nem főállású őstermelő, vagyis más keresőtevékenysége (pl. munkaviszonya, egyéni vállalkozása) alapján már biztosított; az az őstermelő azonban, aki munkavégzésre irányuló egyéb jogviszonyban áll (pl. bedolgozó, megbízási szerződéssel foglalkoztatják, segítő családtag vagy választott tisztségviselő), biztosított lesz őstermelői tevékenysége alapján is,
- aki saját jogú nyugdíjas, és az olyan özvegyi nyugdíjban részesülő személy, aki a reá irányadó öregségi nyugdíjkorhatárt betöltötte.

Nem válik biztosítottá továbbá az a személy sem, akinél a reá irányadó nyugdíjkorhatárig hátralévő idő és a már megszerzett szolgálati idő együttesen kevesebb mint 20 év (tehát nincs lehetősége arra, hogy az öregségi teljes nyugdíj megállapításához szükséges 20 év szolgálati időt megszerezze). Így például nem lesz biztosított az 55 éves őstermelő, aki csak 10 év szolgálati idővel rendelkezik.
A mezőgazdasági őstermelő biztosítási kötelezettségének kezdő időpontja:
- az őstermelői igazolványban feltüntetett időpont,
- gazdálkodó család tagja esetében a családi gazdaság nyilvántartásba vételének napja,
- regisztrált mezőgazdasági termelő esetében a nyilvántartásba vétel napja, illetőleg
- az őstermelői biztosítást kizáró körülmény (pl. munkaviszony) megszűnését követő nap.

### A mezőgazdasági őstermelő biztosítási kötelezettségének befejező időpontja
- az őstermelői igazolvány visszaadásának napja,
- gazdálkodó család tagja és regisztrált mezőgazdasági termelő esetében a nyilvántartásból való törlés napja, illetőleg
- a biztosítást kizáró körülmény bekövetkezésének napja (pl. a munkaviszony létesítésének vagy a nyugdíj megállapításának napja).

Megszűnik a biztosítás akkor is, ha a mezőgazdasági őstermelő kilép a családi gazdaságból vagy a közös őstermelésből.
Tájékoztató a mezőgazdasági őstermelők adó- és járulékfizetési, valamint bevallási kötelezettségéről

### A járulékfizetés mértéke
- A mezőgazdasági őstermelő a tárgyhónapot megelőző hónap első napján érvényes minimálbér alapulvételével 29 százalék társadalombiztosítási járulékot, 7 százalék egészségbiztosítási járulékot és 8,5 százalék nyugdíjjárulékot (tagdíjat) fizet.
- Ha az őstermelői tevékenységből származó, tárgyévet megelőző évi bevétel nem haladja meg a hétmillió forintot, akkor ezen bevételének 20 százaléka a járulékalap, mely után 8,5 százalék nyugdíj-biztosítási járulékot (amely magában foglalja a nyugdíjjárulékot is) és 4 százalék természetbeni egészségbiztosítási járulékot kell fizetni.

A hétmillió forintos bevételi összeghatár számításánál figyelmen kívül kell hagyni a jogszabály vagy nemzetközi szerződés alapján folyósított, egyébként bevételnek számító támogatást (pl. ha 10 millió forint a megelőző évi bevétel, de ebből 3 millió forint uniós támogatás, akkor is lehet a kedvezőbb szabályok szerint járulékot fizetni).
- Az az őstermelő, aki e tevékenységét a tárgyévben kezdte meg, a minimálbér után köteles járulékot fizetni.
- A mezőgazdasági őstermelő a magasabb összegű társadalombiztosítási ellátások (pl. nyugdíj) megszerzése érdekében az adóév egészére vállalhatja, hogy a járulékokat a reá irányadó járulékalapnál magasabb összeg után fizeti meg (az őstermelőnek például akkor érdemes magasabb összeg utáni járulékfizetést vállalni, ha az előző évben egyáltalán nem volt vagy csak kevés bevétele volt, ami után járulékot fizethetett volna).

A magasabb járulékalap vállalására vonatkozó nyilatkozatot február 12-éig kell az állami adóhatósághoz benyújtani.
- Az őstermelőre is vonatkozik az a szabály, hogy nem kell azon időszakra járulékot fizetnie, amikor táppénzben, baleseti táppénzben, terhességi-gyermekágyi segélyben, gyermekgondozási díjban, gyermekgondozási segélyben, gyermeknevelési támogatásban, ápolási díjban részesül (kivéve, ha a gyermekgondozási segély, a gyermeknevelési támogatás és az ápolási díj folyósítása alatt az őstermelői tevékenységét személyesen folytatja), továbbá ha katonai szolgálatot teljesítő önkéntes tartalékos katona vagy fogvatartott.

Ha ezek a körülmények nem állnak fenn a naptári hónap teljes tartamán át, a fennmaradó időtartamra eső járulékalap számításánál egy naptári napra a járulékalap harmincad részét kell alapul venni.
- Az őstermelői igazolvánnyal rendelkező őstermelőre vonatkozik az a rendelkezés, miszerint szünetel a biztosítása, vagyis nem kell járulékot fizetnie arra az időtartamra, amelyre az értékesítési betétlapja nem érvényes (pl. ha az értékesítési betétlapot csak április 1-jével állítják ki, akkor az év első negyedévében szünetel a biztosítás).

Ha az őstermelő biztosítása szünetel és az egészségügyi szolgáltatásra egyéb jogcímen - például szociális rászorultság címén - sem jogosult, akkor a Tbj. 39. § (2) bekezdése alapján az egészségügyi szolgáltatásának biztosítása érdekében egészségügyi szolgáltatási járulékot kell fizetnie.

### Eltartottak járulékfizetése
A Tbj. 2007. március 31-éig hatályos szabályai szerint egészségügyi szolgáltatásra jogosult
- a biztosított (pl. a mezőgazdasági őstermelő), valamint
- a Tbj. 16. § (1) bekezdésének a)-j) pontja szerint egészségügyi szolgáltatásra jogosult személyek eltartott közeli hozzátartozója (Ptk. 685. § b) pont) (élettársa is), akinek jövedelme havonta nem haladja meg a minimálbér 30 százalékát.

2007. április 1-jétől hatályos módosítás alapján azonban az eltartottak az eltartó jogán nem jogosultak a továbbiakban egészségügyi szolgáltatásra.
- Az egészségügyi szolgáltatásra való jogosultságuk biztosítására ezen időponttól a Tbj. 39. §-a alapján 9%-os mértékű egészségügyi szolgáltatási járulékot kell fizetniük a minimálbér (2007-ben 65500 forint) alapulvételével.

Abban az esetben, ha a közeli hozzátartozó családjában az egy főre eső jövedelem kisebb a minimálbérnél és ezt hatósági bizonyítvánnyal igazolják, ez a jövedelem lesz a közeli hozzátartozó egészségügyi szolgáltatási járulékfizetésének az alapja. A hatósági bizonyítványt a lakóhely szerint illetékes települési önkormányzat polgármestere állítja ki.
A járulékalap azonban ebben az esetben sem lehet kevesebb a öregségi nyugdíj legkisebb összegénél (2007. február 15-étől 27130 forint).
A járulékfizetést a kötelezett helyett annak hozzájárulásával más személy vagy szerv is teljesítheti. A járulékfizetés átvállalása az állami adóhatóság jóváhagyásával válik érvényessé.
A jövedelem számítására e Tájékoztató Adózási szabályok részében részletezetteket kell alkalmazni.

## Bevallási- és bejelentési kötelezettségek
A mezőgazdasági őstermelő a járulékokat (tagdíjat) az Art. 31. §-ának (2) bekezdése szerinti adattartalommal, elektronikus úton, negyedévente, a negyedévet követő hónap 12-éig vallja be és a bevallás benyújtására előírt határidőig fizeti meg az állami adóhatóságnak. Így a mezőgazdasági őstermelőnek első alkalommal 2007. április 12-éig kell a járulékokat - elektronikus úton - bevallania, és a bevallás benyújtására meghatározott határidőig kell az őstermelőnek azokat az adóhatóságnak megfizetnie.)
A mezőgazdasági őstermelőnek a biztosítási kötelezettséget érintő adatokról első alkalommal 2007. január 31-éig kellett bejelentést tennie az állami adóhatóság felé.
A biztosítási kötelezettséget érintő változást (biztosítás szüneteltetésének kezdetét és végét, biztosítási kötelezettség végét, biztosítási kötelezettség megszűnésének az okát) annak bekövetkezését követő 15 napon belül kell bejelenteni az állami adóhatóság felé.
Az állami adóhatóság felé 2007. január 31-éig történő bejelentési kötelezettség kizárólag azon mezőgazdasági őstermelők tekintetében állt fenn, akik a mezőgazdasági őstermelői tevékenységüket 2007. január 1-je előtt kezdték és 2007. január 1-jén a Tbj. szabályai szerint a kötelező társadalombiztosítás rendszerében biztosítottnak minősültek.
Azon mezőgazdasági őstermelőknek, akik a mezőgazdasági őstermelői tevékenységüket 2007. január 1-je előtt kezdték, azonban csak 2007. január 1-jét követően válnak biztosítottá (például a 2007. január 1-jét megelőzően közös őstermelői igazolvány alapján őstermelő kiskorú személy 2007. január 1-jét követően válik nagykorúvá), a bejelentési kötelezettségüket a biztosítási kötelezettség kezdetét követő 15 napon belül kell teljesíteniük az állami adóhatóság felé.
Az őstermelői igazolványt 2007. január 1-jén, vagy ezt követően igénylő mezőgazdasági őstermelőnek a Tbj. 5. § (1) bekezdésének i) pontjában meghatározott körülmények ("biztosítotti státusz") fennállásáról az őstermelői igazolvány igénylésével, illetőleg a családi gazdaság nyilvántartásba vétele iránti kérelem előterjesztőjének a kérelem benyújtásával egyidejűleg, a  Mezőgazdasági Szakigazgatási Hivatal illetékes területi szervénél kell nyilatkoznia.
A 2007. január 1-jén, vagy ezt követően regisztrációját kérő mezőgazdasági termelő magánszemélynek a nyilvántartásba vétele iránti kérelem benyújtásával egyidejűleg kell nyilatkoznia a Tbj. 5. § (1) bekezdésének i) pontjában meghatározott körülmények fennállásáról a  Mezőgazdasági Szakigazgatási Hivatal illetékes területi szervénél.
A biztosítási kötelezettséget érintő változás-bejelentési kötelezettséget kizárólag az állami adóhatóság felé kell teljesíteni.
A bejelentésre, változás-bejelentésre az állami adóhatóság a 07T1051. számú adatlapot rendszeresítette, mely kereskedelmi forgalomban nem kapható, kizárólag az APEH internetes honlapjáról (http://www.apeh.hu Archiválva 2010. november 20-i dátummal a Wayback Machine-ben) tölthető le. A nyomtatvány kitöltéséhez az állami adóhatóság kitöltési útmutatót is készített, melyet az adatlap kitöltése előtt szíveskedjenek figyelmesen elolvasni. A nyomtatvány kizárólag papír alapon nyújtható be az illetékes elsőfokú állami adóhatósághoz.
Az adózás rendjéről szóló 2003. évi XCII. törvény (Art.) 16. § (4) bekezdése szerint a bejelentésre a munkáltató és a kifizető (ideértve többek között a biztosított mezőgazdasági őstermelőt is) kötelezett, a munkáltatói, kifizetői minőségén túl a biztosított mezőgazdasági őstermelő saját maga vonatkozásában, mint önfoglalkoztató is kötelezett a biztosítási jogviszonyával kapcsolatos adatok bejelentésére.
A bejelentési kötelezettséget az állami adóhatóság által rendszeresített bejelentési nyomtatvány kitöltésével lehet teljesíteni.
Az Art. 31. § (9) bekezdése értelmében a foglalkoztatónak nem minősülő biztosított mezőgazdasági őstermelő nem kötelezett az Art. 31. § (2) bekezdés szerinti bevallás és adatszolgáltatás benyújtására, ha a tárgyévet megelőző évben bevétele nem volt, és a tárgyév február 12-éig nem tett magasabb járulékalap utáni járulékfizetésre vonatkozó nyilatkozatot.
Ez a szabály értelemszerűen nem alkalmazható a 2007. évben tevékenységét kezdő mezőgazdasági őstermelőkre, hiszen e tevékenységüket az előző évben még nem folytatták, a Tbj. rendelkezései pedig esetükben a minimálbér alapulvételével kötelezően teljesítendő járulékfizetési kötelezettséget ír elő.
Ebből következően a tevékenységet kezdő mezőgazdasági őstermelő is köteles a kifizetésekkel, juttatásokkal összefüggő adóról, járulékokról negyedéves gyakorisággal, elektronikus úton bevallást teljesíteni.

## Külső hivatkozások
- Őstermelő.lap.hu - linkgyűjtemény
- Adókedvezmény lap